# Paula Lazos
Paula Lazos (30 de junio de 1940–27 a enero de 2010) fue una pintora mexicana que exhibió su trabajo tanto en el sur como en el norte de América y fue reconocida como miembro del Salón de la Plástica Mexicana.

## Vida y carrera profesional
Lazos nació en Cuernavaca y donde ella permaneció parte de su vida y carrera universitaria. En 1954 se graduó para ser maestra de arte por parte de la Universidad Autónoma del Estado de Morelos. De 1958 a 1959, tomó clases de danza contemporánea con Luis Alonso. Por un tiempo estuvo dudosa entre la carrera de danza o la carrera de pintura.
En  1963, conoció al  Dr Atl en el Instituto Regional de Bellas Artes, juntos propusieron una idea para crear un centro de ciencia socialista en Tepoztlán. Mientras Lazos tenía el apoyo del Dr. Atl y fue nombrada parte de la secretaría del instituto. Atl murió en 1964 y el proyecto se vino abajo.
En 1965 se casó con el pintor Rafael Mazón en la Catedral de Cuernavaca . Vivieron en Chulavista y la pareja tuvo un niño llamad Tláloc Rafael.
En 1985, Lazos donó un trabajo a PROMOVOR para recaudar dinero para las víctimas del terremoto en la Ciudad de México 1985.
En el año 1990s, ella y su familia fueron invitados a conocer al escritor Andrés Henestrosa, luego en San Francisco Ixhuatlán, Oaxaca, hubo una exhibición de Paula Lazos de su trabajo artístico en la librería Martina Henestrosa, donde el escritor tiene una monumento en honor a su mamá.
Lazos murió en Cuernavaca en 2010.

## Carrera
En 1957 ella se volvió miembro de los fundadores del Instituto Regional de Bellas Artes de Cuernavaca (IRBAC), quienes soportaron su trabajo a lo largo de su carrera. 
Empezando en 1965, ella dio clases de pintura y origami en el instituto. Su carrera como maestra se extendió hasta jardín de niños gran parte de su carrera , En 1967 estuvo en la Dirección General de Capacitación y Mejoramiento Profesional del Magisterio, Centro Regional n.º 16.
La primera exhibición de Lazos fue en la Galería Trini Gallery, localizada en Cuernavaca en el año 1960. Desde ese entonces su trabajo fue exhibido en México , Estados Unidos y al sur de América .Varias de sus exhibiciones individuales fueron en México , en lugares como Galería Trini , Galería 5, Galería de Calmecac, Salón de la Plástica Morelense, Palacio de Cortés,  Van Gelder Art Gallery, Instituto Municipal de Bellas Artes en Cuautla y otros. En 1975, realizó una exhibición nacional de su trabajo que se llevó a cabo con la Unión Femenina de Escritoras y Locutoras en la Ciudad de México por el día internacional de la mujer.
En 1968, el museo de la Universidad de Memphis adquirió 2 de sus trabajos para abrir una tienda en Estados Unidos.
El primer reconocimiento de Lazos fue una mención honorífica en el Salón V de pintura en Universidad Nacional Autónoma de México. Después, a lo largo de su vida, ella recibió el premio Quetzalcóatl de un panel que incluía la nueva agencia Vibraciones de la Ciudad y la Pinacoteca del Reclusorio Oriente. Tiempo después ella donó dos obras a la institución. Ella perteneció al Salón de la Plástica Mexicana donde permaneció activa hasta que murió en 2010.